# كاثرين ماكينلي
كاثرين س. ماكينلي هي عالمة كمبيوتر أمريكية اشتهرت في أبحاثها حول المجمعين وأنظمة التشغيل وهندسة الكمبيوتر. وهي معروفة أيضًا بقيادتها في توسيع المشاركة في الحوسبة. كان ماكينيلي رئيسًا مشاركًا لـ CRA-W من 2011 إلى 2014.

## سيرة شخصية
تلقت ماكينلي بكالوريوس في علوم وهندسة الكمبيوتر من جامعة رايس في عام 1985. وحصت على درجة ماجستير عام 1990 ثم حصلت على الدكتوراه في علوم الكمبيوتر من جامعة رايس عام 1992.
التحقت بقسم علوم الكمبيوتر بجامعة ماساتشوستس أمهيرست كأستاذ مساعد في عام 1993. بينما تمت ترقيتها إلى أستاذ مشارك في عام 1999. وفي عام 2001 ، انتقلت إلى جامعة تكساس في أوستن كأستاذة مشاركة. في عام 2005 ، تمت ترقيتها إلى أستاذ وفي عام 2010 حصلت على درجة أستاذ في علوم الكمبيوتر. في عام 2011 ، انتقلت إلى شركة Microsoft Research كباحث رئيسي. وهي حاليًا باحث أقدم في Google.
ماكينلي متزوج من سكوتي ستراهان. لديهم ثلاثة أولاد: كوبر، ديلان، وويت ستراهان.

## المهنة
قدمت هي وزملاؤها أول نموذج للأغراض العامة وإطار التحسين استنادًا إلى التبعيات وإعادة استخدام خط ذاكرة التخزين المؤقت لتحسين موضع ذاكرة التخزين المؤقت لخوارزميات المصفوفة الكثيفة باستخدام التقليب الحلقي وانعكاس الحلقة والانصهار والتوزيع. أوضحت ماكينلي ومستشارها كين كينيدي كيفية استخدام هذا النموذج لتقديم التوازي مع المكان والقضاء على المشاركة الخاطئة. تم اختيار هذا العمل في عام 2014 لمجلد الذكرى السنوية الخامسة والعشرين لـ ICS.
قدمت ماكينلي وطالب الدكتوراه إيمري دي بيرغر وزملاؤها Hoc C / C ++ Memory Allocator ، والذي يستخدم على نطاق واسع من قبل التطبيقات وفي نظام التشغيل OS X الخاص بـ Apple. حدود التعارض التي تحدث عند تخصيص عدة مؤشرات ترابط أو ذاكرة خالية في نفس الوقت، ويتجنب المشاركة الخاطئة بسبب تخصيص الذاكرة. في الوقت نفسه، يفرض Hoard حدودًا ثابتة على إجمالي كمية التفتت.
كان ماكينلي قائدًا لمجموعة أبحاث DaCapo ، التي امتدت على تسع مؤسسات وتم تمويلها من قبل NSF ITR ع (2000-2006). أنتج هذا المشروع عددًا من تقنيات الأجهزة الافتراضية المبتكرة، وأدوات المصادر المفتوحة، ومقاييس المصدر المفتوح، ومنهجيات جديدة لتقييم أوقات التشغيل المدارة. وقاد الجهود المبذولة في مجال القياس والمنهجيات ستيفن م. بلاكبيرن. تُستخدم مجموعة معايير ومقاييس التقييم DaCapo Java على نطاق واسع في الأوساط الأكاديمية والصناعة لتقييم تقنيات التحليل والتحسين واختبار Java. كانت بلاكبيرن وتشنغ وماكينلي أول من أجرى مقارنة بين التفاح والخوارزميات الخاصة بخوارزميات جمع القمامة التي أظهرت أن متخصصي القائمة المجانية يتخلون عن كميات كبيرة من المواقع المحلية على الرغم من أنهم يحتاجون إلى ذاكرة أقل مقارنة بنسخ الخوارزميات، التي تخصص كائنات معاصرة . فاز هذا العمل بجائزة SIGMETRICS 2014 لاختبار الزمن.
بناءً على هذه الرؤية، قام Blackburn و McKinley بتصميم فئة جديدة من جامعي القمامة، أطلقوا عليها اسم المنطقة. يقوم جامع علامة منطقة Immix بإدارة الذاكرة بشكل هرمي باستخدام كتل ثابتة الحجم تتكون من خطوط. تخصيص الكائنات المتجاورة قد يتقاطع مع الأسطر، لكن نوبلس. تجمع مجموعة Immix علامات الخط ونسخ الكائنات في مسار واحد. يوفر هذا التصميم فوائد كبيرة للأداء نظرًا لصغر حجم الكومة والتحسينات في المنطقة.
حصل طالب الدكتوراه مايكل بوند على جائزة أطروحة الدكتوراه المتميزة من ACM SIGPLAN في عام 2008.
في 14 فبراير 2013 ، أدلى ماكينلي بشهادته أمام لجنة مجلس النواب للعلوم والفضاء والتكنولوجيا، في اللجنة الفرعية للبحوث. تحدثت عن النظام البيئي لبحوث الحوسبة الأكاديمية والحكومية الذي يدفع الابتكار والتقدم الاقتصادي في جميع المجالات تقريبًا.

## جوائز
في عام 2008 ، حصلت على لقب زميل ACM.
تشمل جوائزها البارزة الأخرى:
- جائزة ACM SIGMETRICS لاختبار الزمن في عام 2014
- جائزة OOPSLA الورقية الأكثر نفوذاً من عام 2002 ، مُنحت في عام 2012. [13] Berger، E. D. زورن، ب.ج. ماكينلي، ك. س. (نوفمبر 2002). «إعادة النظر في تخصيص ذاكرة مخصصة» (PDF). وقائع المؤتمر السابع عشر لـ ACM SIGPLAN حول البرمجة الموجهة للكائنات والأنظمة واللغات والتطبيقات. ص 1-12. CiteSeerX 10.1.1.119.5298. دوى: 10.1145 / 582٬419,582421. ISBN 978-1-58113-471-1.
- زميل IEEE (2011)
- جائزة برنامج لغات البرمجة ACM SIGPLAN ، عن Jikes RVM (2012)
- جائزة ACM SIGPLAN للخدمات المتميزة (2011)
- ACM المتميز عالم (2006)